# El Otate, Michoacán de Ocampo
El Otate är en ort i Mexiko.   Den ligger i kommunen Chinicuila och delstaten Michoacán de Ocampo, i den södra delen av landet, 500 km väster om huvudstaden Mexico City. El Otate ligger 422 meter över havet och antalet invånare är 127.
Terrängen runt El Otate är kuperad åt sydväst, men åt nordost är den bergig. Runt El Otate är det mycket glesbefolkat, med 6 invånare per kvadratkilometer. Närmaste större samhälle är Aquila, 7,1 km söder om El Otate. I omgivningarna runt El Otate växer huvudsakligen savannskog.